# Juste Brouzes
Juste Brouzes (Issy-les-Moulineaux, 18 gennaio 1894 – Dreux, 28 febbraio 1973) è stato un calciatore francese, di ruolo centrocampista.

## Carriera

### Nazionale
Ha collezionato 6 presenze con la propria Nazionale.

## Palmarès

### Club
- Coppa di Francia: 4

Red Star: 1920-1921, 1921-1922, 1922-1923, 1927-1928